# Lophotibis
Lophotibis is een geslacht van vogels uit de familie van de ibissen en lepelaars (Threskiornithidae).

## Soorten
Het geslacht omvat de volgende soort:
- Lophotibis cristata – Kuifibis